# Klang (Glocke)
Wenn eine Glocke angeschlagen wird, entsteht ein charakteristischer Klang. Dieser besteht aus
- einer Anzahl realer, messbarer, nahezu sinusförmiger Teiltöne, gelegentlich auch Summtöne genannt, und
- meistens einem virtuellen, nicht messbaren Schlagton.

Die Glocke ist ein zu den Idiophonen gehörender Klangerzeuger, der auch als Musikinstrument verwendet wird. In der Glockenkunde werden die Begriffe Ton und Klang anders verwendet, als es in der Musik allgemein üblich ist. Die Töne einer Glocke werden nicht als Grundton und Obertöne bezeichnet, weil die höheren Teiltöne hier nur sehr selten Harmonische des 1. Teiltons sind.
Jede gegossene Glocke ist ein Unikat und hat daher einen individuellen Klang, der auf ihrer geometrischen Form – der Rippe – und dem verwendeten Metall beruht.

## Schwingungen

### Schwingungsformen

Schwingungsmuster (8,x) der Glocke

Bei Anregung einer Glocke durch einen Stoß entstehen – ähnlich wie bei den Schwingungen einer Platte – stehende Wellen.
Die Glocke schwingt gleichzeitig in unterschiedlichen Moden. Zu jeder Mode gehört ein charakteristisches Muster von Knotenlinien, an denen die Amplitude zu Null wird, und eine Eigenfrequenz, die gemessen und als Teilton der Glocke auditiv wahrgenommen werden kann. Die Knotenlinien liegen entweder senkrecht in einer Schnittebene durch die Glocke, in der ihre Symmetrieachse liegt (dann werden die Knotenlinien auch Knotenmeridiane genannt), oder waagerecht kreisförmig die Glocke umlaufend (Knotenkreise). Vgl. hierzu auch die Kugelflächenfunktionen.
Das Schwingungsmuster lässt sich durch ein Zahlenpaar (m,n) kennzeichnen, in dem die erste Zahl m die Anzahl der senkrechten, die zweite Zahl n die Anzahl der waagerechten Knotenlinien angibt. Wenn nur eine waagerechte Knotenlinie vorhanden ist, zeigt ein Strich ' an der Zahl an, dass die Knotenlinie nicht in Höhe der Flanke liegt, sondern wesentlich tiefer. Beispielsweise hat der tiefste Teilton einer Glocke das Muster (2,0), die Quinte das Muster (3,1').
Stellt man sich nebenstehende Abbildung einer stehenden kreisförmigen Welle als Draufsicht auf die Glocke vor, so gehen die Knotenlinien vom Rand der Glocke aus nach oben zu ihrem Scheitelpunkt und auf der gegenüberliegenden Seite wieder hinunter zum Rand, so dass sich hier 8 senkrechte Knotenlinien ergeben.

### Messung
Die Eigenfrequenzen einer Glocke können sowohl aktiv als auch passiv bestimmt werden:
- bei der aktiven Messung wird die Glocke mit einer Stimmgabel oder mit dem Tastkopf eines Tonfrequenzgenerators angeregt. Die Frequenz wird dann so lange verändert, bis Resonanz auftritt und so ein Teilton gefunden ist.[BGk70 1]
- beim passiven Verfahren wird die ruhende Glocke angeschlagen und ihr Klang aufgezeichnet. Die Aufnahme wird dann einer Spektralanalyse unterzogen, die das Spektrum des Klangs liefert, in dem die Teiltöne als Peaks erkennbar sind.

Die Messwerte aus aktiver und passiver Messung unterscheiden sich geringfügig, weil die Glocke bei aktiver Messung ungedämpft schwingt, bei passiver aber gedämpft.
Bevor um 1900 die abstimmbare Stimmgabel erfunden wurde, ermittelte man die Teiltöne mit Hilfe abstimmbarer Gedacktpfeifen.

## Tonsystem

### Tonleiter
Um die Eigenfrequenzen der Glocke musikalisch darzustellen, verwendet man die in der Musik übliche 12-stufige chromatische Tonleiter in gleichstufiger Stimmung.
Im deutschen Sprachraum gilt dabei in der Glockenkunde heute noch der alte, von 1885 bis 1939 gültige Stimmton a1 = 435 Hz als Basis, während man im Ausland meistens die jüngere Festlegung zu 440 Hz verwendet.
Weil bei einer Teilung in Halbtonschritte die Frequenzauflösung für glockenkundliche Zwecke zu gering ist, werden die Halbtonschritte noch in Sechzehntel unterteilt, so dass in einer Oktave 192 unterschiedliche Töne dargestellt werden können. Das Frequenzverhältnis eines Halbtonsechzehntels ist also {\displaystyle {\sqrt[{192}]{2}}=2^{\frac {1}{192}}}. Ein Halbtonsechzehntel entspricht 6,25 Cent. In schriftlicher Darstellung schreibt man die Sechzehntel hinter die Tonbezeichnung. So ist beispielsweise 333 Hz gleichbedeutend mit e1 +6 oder 959 Hz mit h2 −5 (Basis 435 Hz).
Weil die Sechzehntelabweichungen sowohl positiv als auch negativ angebracht werden können, wäre es auch möglich, e1 +6 als f1 −10 anzugeben. Welche Schreibweise zu bevorzugen ist, ergibt sich im Einzelfall aus der Lage des Schlagtons, der seinerseits auch mit Halbtonsechzehnteln angegeben wird.

### Schlagton
Der Schlagton ist der Nennton einer Glocke, weil er als subjektiv stark wahrgenommener Ton die Empfindung der Tonhöhe der Glocke bewirkt. Gleichzeitig dient er als Bezugston für die Benennung der Teiltöne in Form von Intervallen. Der Schlagton ist kein realer Ton, sondern ein Residualton. Daher erscheint er weder im Klangspektrum, noch kann seine Frequenz direkt gemessen werden.
Es gibt Glocken, die keinen Schlagton haben, auch nicht als Residualton; darunter befinden sich hauptsächlich Bienenkorbglocken, schalenförmige Glocken und Schlagglocken geringer Höhe.

### Teiltöne

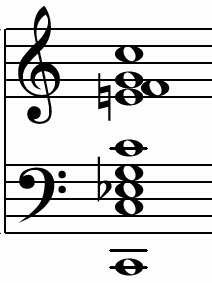
Prinzipaltöne und einige Mixturtöne einer c^{0}-Molloktavglocke

Die Teiltöne einer Glocke benennt man durch die Intervalle, die sie normalerweise mit dem Schlagton bilden. Weil diese Intervallbezeichnungen aber letztlich Schwingungsmuster kennzeichnen, können sie sogar dann verwendet werden, wenn gar kein Schlagton existiert (auch kein virtueller) oder das Intervall ein anderes ist (z. B. Sexte anstatt Quinte). Im letztgenannten Fall spricht man von einem Vertreter (die Sexte ist der Quint-Vertreter).
In einer gewissen Analogie zu Registern der Orgel werden die ersten 5 Teiltöne Prinzipaltöne genannt und die höheren Teiltöne Mixturtöne. Die Mixturtöne haben – mit Ausnahme der Duodezime – schwache Amplituden und verklingen recht schnell; trotzdem sind auch sie wesentlich für den Klang einer Glocke.
| Gruppe        | Teilton | Intervall, um das der Teilton oberhalb des Schlagtons liegt                              | Schwingungsmuster (Knotenlinien senkrecht, waagerecht) | Eigenschaften |
| ------------- | --- | ---------------------------------------------------------------------------------------- | ------------------------------------------------------ | --- |
| Mixturtöne    | | Tripeloktave                                                                             | (9,1)                                                  | |
| Mixturtöne    | | Doppeloktave                                                                             | (6,1)                                                  | ist häufig etwas erhöht und kommt daher nur manchmal als Schlagtonbildner in Betracht. |
| Mixturtöne    | | Duodezime                                                                                | (5,1)                                                  | oft der stärkste Mixturton und ein Schlagtonbildner. |
| Mixturtöne    | | Undezime                                                                                 | (3,2)                                                  | sollte nicht zu stark sein, weil sie als Quarte 4' ein Nebenschlagtonbildner sein kann. |
| Mixturtöne    | | Dezime                                                                                   | (4,1')                                                 | ist eine Durdezime, obwohl die Terz eine Mollterz ist. Sie trägt wesentlich zur Klangfarbe bei. |
| Prinzipaltöne | 5. Teilton | Oktave                                                                                   | (4,1)                                                  | kräftig, aber meistens nicht so stark wie die ersten drei Teiltöne. Die Oktave ist wesentlich an der Bildung des Schlagtons beteiligt, daher wird sie zu den Schlagtonbildnern gezählt.                                                           |
| Prinzipaltöne | 4. Teilton | Quinte                                                                                   | (3,1')                                                 | hat eine schwache Amplitude und verklingt schnell, so dass klangliche Ungenauigkeiten nicht problematisch sind. Die Quinte folgt oft dem Unterton, so dass ein hoher Unterton mit einer hoch liegenden Quinte (bis zur Septime) einhergehen kann. |
| Prinzipaltöne | Die ersten drei Teiltöne haben in der Regel stärkere Amplituden und höhere Abklingdauern als alle anderen Teiltöne, sind also klanglich fundamental. |                                                                                          |                                                        | |
| Prinzipaltöne | 3. Teilton | Terz                                                                                     | (3,1)                                                  | Je nach Terz unterteilt man Oktavglocken in Moll- und Dur-Oktavglocken. Die Terz ist in der gotischen Rippe eine Mollterz. In den 1980er Jahren ist es erstmals gelungen, Rippen mit sauberen Durterzen zu konstruieren.                          |
| Prinzipaltöne | 2. Teilton | Prime                                                                                    | (2,1)                                                  | kann von der Tonhöhe her mit dem Schlagton zusammenfallen, aber auch etwas darüber oder darunter liegen. |
| Prinzipaltöne | 1. Teilton (Unterton) | Sexte...None unterhalb des Schlagtons, je nach den geometrischen Proportionen der Glocke | (2, 0)                                                 | Entsprechend dem Unterton wird eine Glocke bezeichnet als - Sextglocke - Septimglocke - Oktavglocke - Nonglocke. |

Als Beispiel hier die musikalische Daten zweier willkürlich ausgewählter Bronzeglocken von 1546 und von 1955:
| Ton          | 1546    | 1955    |
| ------------ | ------- | ------- |
| Schlagton    | e1 −4   | e1 +1   |
| Unterton     | eis0 −1 | e0 −2   |
| Prime        | d1 −12  | e1 +1   |
| Terz         | g1 −3   | g1 +1   |
| Quinte       | h1 ±0   | h1 +2   |
| Oktave       | e2 −4   | e2 +1   |
| Dezime       | gis2 −1 | gis2 +3 |
| Duodezime    | h2 −10  | h2 +1   |
| Doppeloktave | e3 −5   | e3 +9   |

Tausende weiterer Beispiele sind in den Glockenbüchern der Bistümer Köln, Aachen und Essen zu finden.

### Reine Intervalle
Betrachtet man die Gesamtheit der Teiltöne einer Glocke vom musikalischen Standpunkt aus, so spricht man von ihrer Innenharmonie.
Ein Trugschluss wäre anzunehmen, dass eine Glocke, deren Teiltöne beispielsweise d0 +2, d1 +2, f1 +2, a1 +2, d2 +2, fis2 +2 sind, eine besonders saubere Innenharmonie hätte. In der gleichstufig temperierten Stimmung sind nämlich prinzipbedingt alle Intervalle unsauber gegenüber den reinen Intervallen. Die leichte Verengung bzw. Spreizung der Quinten und Quarten ist unkritisch, aber bei Terzen und Sexten ist die „Verstimmung“ für ein geübtes Ohr deutlich wahrnehmbar:
- die Durterz hat in reiner Stimmung das Frequenzverhältnis {\displaystyle {\tfrac {5}{4}}=1{,}25}, in gleichstufiger Stimmung aber {\displaystyle 2^{\frac {1}{3}}=1{,}25992}, so dass die gleichstufige Durterz rund 14 Cent = 2,2 Halbtonsechzehntel zu hoch wahrgenommen wird;
- die gleichstufige Mollterz erscheint dagegen rund 16 Cent = 2,5 Halbtonsechzehntel zu tief.

Daher hätte die Glocke in obigem Beispiel mit d0 +2, d1 +2, f1 +4, a1 +2, d2 +2, fis2 ±0 eine reinere Innenharmonie.

### Klangideal
Tonhöhe und Innenharmonie der in romanischer Zeit gegossenen Bienenkorbglocken waren ebenso wie die der späteren Zuckerhutglocken ein reines Zufallsprodukt.
Im Laufe der Jahrhunderte gelang es den Gießern, ihre Kunst durch Veränderung der Glockenrippen so weiterzuentwickeln, dass schließlich nicht nur die Schlagtöne mehrerer Glocken zueinander in sauberen Intervallen standen, sondern auch die Innenharmonien verbessert wurden.
Ende des 15. Jahrhunderts stand die mittelalterliche Kunst des Glockengießens qualitativ auf ihrem Höhepunkt, was sowohl die handwerklich-gusstechnische Seite, als auch den Klang der Glocken betraf. Die damals entwickelte gotische Molldreiklangrippe, auch Moll-Oktavglocke in gotischer Rippe genannt, hat einen exzellenten Klang, der bis heute als Idealklang gilt, so dass auch moderne Glocken fast ausschließlich mit derartigen Rippen gegossen werden.
Es gibt aber auch Stimmen, die einer Festschreibung dieses Klangideals im Sinne einer Normung widersprechen, weil damit eine klangliche Vielfalt, wie sie im Hochmittelalter vorhanden war, in der heutigen Zeit unterbunden wird.

### Klangkorrekturen
Durch Drehen oder Schleifen kann man eine Glocke bearbeiten, um die Frequenz einzelner Teiltöne gezielt zu korrigieren. Derartige Korrekturen sind jedoch nur innerhalb enger Grenzen möglich.
Glockenspielglocken müssen wegen der erhöhten Anforderungen an die präzise Lage der Töne in der Regel nachbearbeitet werden.
Bei denkmalgeschützten Glocken ist eine Bearbeitung grundsätzlich unzulässig.
Viele Gießer, insbesondere diejenigen, die im deutschen Sprachraum tätig sind, beherrschen ihre Kunst so vollkommen, dass bei ihren Glocken keine Nachbearbeitung zur Klangkorrektur nötig ist.

### Vorschriften
In den Limburger Richtlinien von 1951, einer Übereinkunft zwischen dem Beratungsausschuss für das deutsche Glockenwesen und dem Verband deutscher Glockengießer, sind für neue Glocken folgende maximal zulässige Abweichungen der Teiltöne festgelegt:
- Unteroktave: +3/−10 Halbtonsechzehntel
- Prime: +3/−6 Halbtonsechzehntel
- Terz: +4/−4 Halbtonsechzehntel.

Außerdem darf das Oktavintervall zwischen Unteroktave und Prime nicht verengt sein.
Nicht durch die Richtlinien vorgeschrieben, aber allgemein üblich ist die Beschränkung der Abweichung der Quinte auf +16/−16 Halbtonsechzehntel, also auf +/− einen Halbton.

## Weiteres

### Amplituden
Jeder Teilton hat eine gewisse Stärke, die als Amplitude messtechnisch bestimmt werden kann. Bei einem guten Glockenklang stehen die Amplituden der Teiltöne in einem ausgewogenen Verhältnis zueinander. Bei vielen Glocken ist die Terz der stärkste Teilton, gefolgt von Prime, Unterton und Oktave. Die Stärke der einzelnen Teiltöne ist hauptsächlich durch die jeweilige Glockenrippe bedingt. Eine wissenschaftliche Untersuchung der klanglich optimalen Amplitudenverhältnisse der Teiltöne wurde bisher noch nicht vorgenommen.

### Erregung durch Anschlag
Auch der Klöppel hat einen Einfluss auf den Glockenklang. Wenn der Klöppel oder ein Hammer an den Schlagring schlägt, dann ist das ein teilelastischer Stoß. Für eine sehr kurze Zeit berühren Klöppel und Schlagring einander. Je nach Berührungsdauer ändern sich die Amplituden der Teiltöne und somit die Höhen der Peaks im Spektrum. Ein schwerer Klöppelballen führt zu einer größeren Berührungsdauer und zu einer starken Erregung der Prinzipaltöne, die mit schwächeren Mixturtönen einhergeht. Ein leichter Ballen erregt die Prinzipaltöne schwächer und gibt den Mixturen mehr Stärke. Wegen der sehr kurzen Berührungsdauer beim Stoß eines Stahlklöppels an eine Stahlglocke entsteht ein scharfer Klang. Daher werden in diesem Fall die Klöppelballen mit Rotguss- oder Bronzepuffern ausgestattet.
Unter Glockenfachleuten ist umstritten, inwieweit die Oberflächenhärte des Klöppelballens den Klang einer Glocke beeinflusst.

### Abklingdauer
Der Klang einer durch Stoß angeregten Glocke erfährt infolge Schallabstrahlung, äußerer und innerer Reibung einen Energieverlust, wodurch der Klang schwächer wird, die Schwingungen der Glocke also einer Dämpfung unterliegen. Weil früher die messtechnischen Möglichkeiten recht beschränkt waren, wird nicht die Stärke der Dämpfung als Dämpfungsgrad oder Dekrement angegeben, sondern stattdessen eine Abklingdauer (in älterer Literatur sachlich unrichtig auch Nachhall genannt). Die innere Dämpfung der Glocke beruht zu einem großen Teil auf der Porosität des Metalls, zu einem kleinen Teil auch auf der Zusammensetzung der Legierung. Je höher die Abklingdauer ist, desto besser ist die Glocke. Früher galt die Faustregel, dass bei einer guten Glocke die Abklingdauer in Sekunden mindestens gleich ihrem Durchmesser in Zentimetern sein muss. Die Gloriosa (11.450 kg, 256 cm) im Erfurter Dom hat nach der 2004 erfolgten Schweißung eine Abklingdauer von über 6 Minuten.
Jeder Teilton einer Glocke hat einen eigenen Wert der Abklingdauer, wobei die Werte üblicherweise mit zunehmender Teiltonfrequenz abnehmen. Weil Mixturtöne ohnehin schon schwache Amplituden haben, verklingen sie schnell. Die starken Prinzipaltöne dagegen klingen lange nach. Für neue Glocken sind in den Limburger Richtlinien Mindestwerte für die Abklingdauer von Unterton, Prime und Terz vorgeschrieben.
Die Messung der Abklingdauer kann prinzipiell keine objektive Messung sein, denn die Abklingdauer hängt von der Stärke des Anschlags, von der Entfernung des Hörers zur Glocke und von den Fähigkeiten seines Gehörs ab.

### Schwebungen
Es kommt vor, dass ein Teilton gespalten ist, so dass im Spektrum zwei Peaks sehr dicht nebeneinander liegen, was zu einer hörbaren Schwebung führt. Bei Prinzipaltönen sind Schwebungen auffälliger als bei Mixturtönen. Ob eine Schwebung als störend empfunden wird oder nicht, hängt von der Amplitude des Teiltons, vor allem aber von der Schwebungsfrequenz ab. Langsame Schwebungen (unterhalb von 5 Hz) klingen nicht unangenehm, schnellere führen aber zu rauem, stotterndem, bei Mixturtönen klirrendem Klang. Gespaltene Teiltöne mit ihren Schwebungen können durch zwei Ursachen hervorgerufen werden: Zum einen kann die Glocke unrund sein, so dass ihre Unterkante oder waagerechte Schnitte nicht kreisförmig, sondern schwach elliptisch sind, zum anderen kann eine an der Flanke der Glocke aufgebrachte Zier (dickes Relief) zu lokalen Unterschieden in der Massenverteilung und in der Biegesteifigkeit führen. Ein prominentes Beispiel für den letztgenannten Fall waren die 2002 gegossenen Glocken der Dresdener Frauenkirche.

### Körperschall
Wenn eine Glocke an einem Stahljoch in einem Stahlstuhl hängt, dann überträgt sich sowohl der Schall der Glocke, als auch das beim Anschlag des Klöppels entstehende Geräusch auf den Glockenstuhl und wird von diesem abgestrahlt. Der Schall kann auch in den Fußboden der Glockenstube und in das angrenzende Mauerwerk eingetragen werden. Auf diese Art montierte Glocken klingen härter als Glocken, die an Holzjochen in Holzstühlen hängen, so dass heute Joche und Glockenstühle aus Holz bevorzugt werden.

### Dopplereffekt
Eine schwingende Glocke unterliegt dem Dopplereffekt, folglich schwankt die Tonhöhe in Abhängigkeit von der Geschwindigkeit der Glocke. Daher ist der Dopplereffekt umso stärker, je höher der Läutewinkel und je größer der Abstand zwischen der Jochachse und dem unteren Rand der Glocke ist. Weil dieser Abstand bei gekröpftem Joch deutlich kleiner als bei Aufhängung an einem geraden Joch ist, wirkt sich der Dopplereffekt bei gekröpfter Aufhängung nur schwach aus. Der Dopplereffekt ist bei Glocken ein erwünschter Effekt, weil er den Klang lebendig macht. Deswegen wird die gekröpfte Aufhängung von Glocken heutzutage möglichst vermieden.

### Glockenstube
Wenn der Glockenstuhl in einem Raum, der Glockenstube, steht, tragen auch die Eigenschaften dieses Raums zum Klang des Geläutes bei. Die Glockenstube kann durch Raummoden manche Teiltöne durch Resonanz verstärken. Außerdem führen die Eigenschaften der den Raum begrenzenden Flächen (verputztes oder unverputztes Mauerwerk, Beton, Holz, Glas) zu Reflexionen und Dämpfung des Schalls, also zu einem kurzen Nachhall und einem leichten Tiefpass-Effekt. Dadurch, dass wegen des Dopplereffekts die Tonhöhe schwankt, ergibt sich auf Grund der Schallreflexionen und -laufzeiten ein weiterer Effekt, der dem in der Tontechnik bekannten Chorus-Effekt entspricht. Die eventuell in den Schallaustrittsöffnungen der Glockenstube angeordneten Schallbretter und -lamellen beeinflussen den Klang wegen der Beugung der Schallwellen kaum, jedoch ist durch ihre jeweilige Gestaltung festgelegt, in welchen Bereichen außerhalb der Glockenstube der von den Glocken ausgehende Direktschall auftrifft, so dass der Klangeindruck je nach Position des Hörenden variieren kann.
Der nebenstehende synthetische Klang einer Glocke wurde rein softwaremäßig erzeugt. Dabei wurden Amplitudenschwankungen, Doppler- und Chorus-Effekt angebracht.